# Heidi Hartmann (Boxerin)
Heidi Hartmann (* 26. März 1971 in Emden) ist eine deutsche Boxsportlerin und ehemalige Boxweltmeisterin.

## Profikarriere
Ihren ersten Profi-Kampf bestritt Heidi Hartmann am 15. März 1999 und gewann über vier Runden nach Punkten. Gegen die starke Niederländerin Marischa Sjauw holte sich Heidi Hartmann 2004 den Weltmeistertitel der WIBF im Weltergewicht. 2005 folgte der Titel im Mittelgewicht sowie 2006 im Juniormittelgewicht, den sie jedoch 2007 an die Polin Karolina Łukasik verlor.

## Liste der Profikämpfe
| Jahr | Tag           | Ort               | Gegner/Kampfziel                                                     | Ergebnis für Hartmann     |
| ---- | ------------- | ----------------- | -------------------------------------------------------------------- | ------------------------- |
| 2007 | 19. Mai       | Hamburg           | Karolina Łukasik, WIBF-Juniormittelgewichtstitel                     | Niederlage / Punkte       |
| 2006 | 4. März       | Oldenburg         | Borislava Goranova, WIBF-Juniormittelgewichtstitel                   | Sieg/Punkte               |
| 2005 | 1. Oktober    | Oldenburg         | Mariana Garcia, vakanter WIBF-Mittelgewichtstitel                    | Sieg / KO 1. Runde        |
| 2004 | 29. Mai       | Kiel              | Marischa Sjauw, vakanter WIBF-Weltergewichtstitel                    | Sieg / TKO 10. Runde      |
| 2002 | 27. Juli      | Virginia          | Jacqui Frazier-Lyde, WIBF Inter-Continental Supermittelgewichtstitel | Niederlage / TKO 3. Runde |
| 2001 | 25. August    | Oldenburg         | Sone Iordana, WIBF-Europa-Juniormittelgewichtstitel                  | Sieg / TKO 4. Runde       |
| 2000 | 16. Dezember  | Torgau            | Sybille Marcks                                                       | Sieg / Punkte             |
| 2000 | 2. Dezember   | Singen            | Marianne Klemmstein                                                  | Sieg / TKO 2. Runde       |
| 2000 | 23. September | Frankfurt am Main | Sybille Marcks                                                       | Sieg / Punkte             |
| 2000 | 1. Juli       | Berlin            | Bettina Peli                                                         | Sieg / TKO 1. Runde       |
| 2000 | 13. Mai       | Köln              | Beata Gulyas                                                         | Sieg / TKO 5. Runde       |
| 1999 | 27. November  | Wien              | Gabriella Vid                                                        | Unentschieden             |
| 1999 | 4. September  | Meinsdorf         | Sybille Marcks                                                       | Sieg / TKO 2. Runde       |
| 1999 | 13. Mai       | Zetel             | Nicole Schäfer                                                       | Sieg / Punkte             |